# Piper acutistipulum
Piper acutistipulum är en pepparväxtart som beskrevs av C. Dc.. Piper acutistipulum ingår i släktet Piper och familjen pepparväxter. Inga underarter finns listade i Catalogue of Life.